# Stigmatochroma adaucta
Stigmatochroma adaucta är en lavart som först beskrevs av Malme, och fick sitt nu gällande namn av Marbach 2000. Stigmatochroma adaucta ingår i släktet Stigmatochroma och familjen Caliciaceae.   Inga underarter finns listade i Catalogue of Life.